# 多倫多星報
《多倫多星報》（英語：Toronto Star）是加拿大的一份日報，創始于1892年。其早年銷量很低，1896年加拿大商人威廉·麦肯基（William Mackenzie）爵士將其買下之後才開始上升。1971年搬到現址，現在是該國周銷量最多的報紙，但每日銷量次于《环球邮报》，因此屈居第二，其周銷量超過後者的原因是《环球邮报》周日不出版。

## 外部連接
- 官方网站
- Official mobile site（页面存档备份，存于）
- The Toronto Star（页面存档备份，存于），YouTube
- Atkinson Biography, Government of Canada website
- History of the Toronto Star（页面存档备份，存于）
- The Atkinson Principles（页面存档备份，存于）
- Star Weekly（页面存档备份，存于） in The Canadian Encyclopedia